# ブライトスター
ブライトスター社（英: Brightstar Corp.、OTC : BTSR.PK）は米国フロリダ州マイアミに本社を置く、携帯端末の卸売を中心とする事業を行うソフトバンクグループの完全子会社である。
創業者はボリビアの強豪クラブ・ボリバルのオーナーで知られるマルセロ・クラウレ。かつては三井物産から出資を受けていたが、 現在はソフトバンクグループ企業となっている。なおソフトバンク（現在のソフトバンクグループ）による子会社化に際し、Brightstar Corp.は中間持株会社Brightstar Global Group Inc.(以下BGG）の完全子会社となり、ソフトバンクがBGG株式を保有する間接支配構造となった。

## 沿革
- 1997年9月23日 - マルセロ・クラウレにより創業
- 2004年8月 - 三井物産より出資を受ける
- 2005年11月24日 - 三井物産がブライトスター豪州社の株式40%を取得[2]
- 2006年8月7日 - 三井物産が50百万米ドル第三者割当増資引き受け[3]
- 2007年3月8日 - 三井物産がブライトスター・ロジスティックスへ3000万ドル（約35億円）出資[4]
- 2011年4月5日 - 携帯電話保険のeSecuritelを買収[5]
- 2012年8月27日 - ワイヤレス流通のLetsTalk.com Incを買収[6]
- 2012年9月24日 - 中古携帯流通のMobile Phone Xchangeを買収[7]
- 2013年8月30日 - Apple直営店と連携し、iPhone下取りサービス開始[8]
- 2013年10月19日 - ソフトバンクによるBrightstar Corp.子会社化を発表
- 2013年12月5日 - 欧州大手の携帯携帯端末卸売20:20 Mobileの買収を発表
- 2014年1月30日 - ソフトバンクによりBGG株式57%が取得され子会社化完了[9]
- 2014年2月7日 - Brightstar Corp.による20:20 Mobileの買収を完了[10]
- 2014年2月18日 - ソフトバンクBBのコマース&サービス事業を4月1日付けで子会社化すると発表
- 2014年4月1日 - ソフトバンクBBからC&S事業を新設分割したソフトバンクC&Sの子会社化。[11] 株式交換でSB所有率62.3%に[12]
- 2014年7月15日 - インドバーティ・エンタープライズと提携、子会社を通じ通信端末メーカーBeetel Teletech Ltd.の51%取得発表[13][14]
- 2014年8月6日 - ソフトバンクが残り株式を取得しBGGを完全子会社化[15]
- 2014年8月11日 - マルセロ・クラウレがスプリントCEO就任に伴い全役職から退任
- 2014年9月8日 - 防水サービスLiquipelと提携[16]
- 2014年10月1日 - Beetel TeleTech Ltd.株式の過半数取得完了[17]
- 2015年2月12日 - ジェイミン・B・パテルがCEO就任[18]

## 特徴
100社以上の端末メーカーと取引があり、世界55か国に拠点を構えて端末卸売を行っており、携帯電話保険・下取り・ローン・流通管理を含めると125か国以上でサービス提供している。携帯端末卸売企業の売上高ベースでは世界最大規模。